# Likier
Likier (v minulosti Likér, Likýr, maďarsky Likér) je část města Hnúšťa v Banskobystrickém kraji na Slovensku.

## Poloha
Leží v Rimavském podolí, na pravém břehu Rimavy, na rozhraní Stolických vrchů a Revúcké vrchoviny, v nadmořské výšce 290  m n. m. Od centra města je vzdálená asi 1,5 kilometru na jih.

## Historie
Jako samostatná obec je poprvé zmíněna roku 1438. V 19. století se rozvíjel železářský průmysl, který byl v pozdějším období utlumený a vybudoval se chemický průmysl. Kostel pozdního klasicismu pochází z roku 1875. Obec byla roku 1960 sloučená s Hnúšťou do jednoho celku pod názvem Hnúšťa-Likier. V roce 1971, když byly k městu připojeny další obce, došlo i k změně názvu města na Hnúšťa.

## Doprava
Obec se nachází u silnice I/72 a železniční trati č. 174, je tu železniční zastávka.